# ليز فوغيل
ليز فوغيل هي عالمة اجتماع نسوية ومؤرخة فنية من الولايات المتحدة الأمريكية. وهي باحثة نظرية ماركسية نسوية مؤثرة، وتعرف بكونها واحدة من مؤسسي نظرية إعادة الإنتاج الاجتماعي. شاركت أيضًا في حركات تحرير النساء وحركات الحقوق المدنية في منظمات مثل لجنة التنسيق الطلابية اللاعنفية (إس إن سي سي) في ميسيسبي ومنظمة بريد آند روزس في بوسطن. في بداية حياتها المهنية كمؤرخة فنية، كانت واحدة من الأوائل الذي حاولوا تطوير منظور نسوي حول تاريخ الفن.

## سيرة حياتها
ولدت ليز فوغيل في مدينة نيويورك. كان والدها، سيدني فوغيل، طبيبًا أمريكيًا بارزًا تطوع خلال الحرب الأهلية الإسبانية إلى جانب الجمهورية الإسبانية بين عامي 1937 و1939. تعلمت منذ صغرها التفكير بشكل نقدي والتساؤل حول الطريقة التي يعمل بها المجتمع، باعتبارها نشأت في الولايات المتحدة في عائلة يسارية خلال الحرب الباردة.
حصلت على درجة البكالوريوس من جامعة رادكليف في عام 1960 ومن ثم أصبحت طالبة دكتوراه في تاريخ الفن في جامعة هارفارد. شاركت خلال فترة الدراسات العليا، في حركات الحقوق المدنية والحركات المناهضة للحرب، وعملت مع لجنة التنسيق الطلابية اللاعنفية (إس إن سي سي) في ميسيسبي بين عامي 1964 و1965. شاركت في أواخر الستينيات، في حركة تحرير المرأة الناشئة، لتنضم إلى جناحها النسوي الاشتراكي، وانضمت إلى منظمة بريد أند روزز في بوسطن.
حصلت على شهادة الدكتوراه في تاريخ الفن في عام 1968 وسرعان ما بدأت بالتدريس في جامعة براون. في بداية حياتها المهنية كمؤرخة فنية، نشرت مقال عمود أنطونيوس بيوس إضافة إلى بعض المقالات الأولى عن تاريخ الفن النسوي وتاريخ النساء. درست أيضًا دورات حول هذه المواضيع، التي كانت تشكل ابتكارًا جديدًا.
بدأت في عام 1976 بدراسة دكتوراه أخرى في جامعة برانديز في علم الاجتماع، وأنهتها في عام 1981، قبل عامين من نشر أكثر أعمالها تأثيرًا: الماركسية واضطهاد النساء: نحو نظرية موحدة. درست علم الاجتماع في جامعة رايدر حتى تقاعدها في عام 2003.

## المواضيع البحثية
أجرت ليز فوغيل بصفتها مؤرخة للفنون، أبحاثًا على منحوتات نافرة من الإمبراطورية الرومانية في أول رسالة دكتوراه لها، ونُشرت تلك الأبحاث في دراسة بعنوان عمود أنطونيوس بيوس والعديد من المقالات. شاركت أيضًا في تطوير منظور نسوي جديد عن تاريخ الفن.
عند انتقالها إلى مجال علم الاجتماع، درست الماركسية وعلاقتها بقضية النساء، وحللت النصوص الأكثر صلة بها، إضافة إلى دراسة تطور مواقف الحركة الماركسية فيما يتعلق بقضية النساء والتمييز بين إرثين متناقضين وجدا معًا منذ بداية الماركسية. إضافة إلى ذلك، شاركت في نقاشات مهمة عن النسوية الاشتراكية، كالنقاشات حول العمل المنزلي ومسألة كيفية الحديث بوضوح عن الماركسية والنسوية. نوقشت كلا الأبحاث المتعلقة بقضية النساء في الماركسية في كتابها الماركسية واضطهاد النساء: نحو نظرية موحدة، ونشر لأول مرة في عام 1983.
بعد نشر كتاب الماركسية واضطهاد النساء، استمرت في العمل على تطوير نظرية الماركسية النسوية، وركزت على العائلة والأمومة ومواقع العمل والسياسات الجندرية (سياسات النوع الاجتماعي) ومواضيع أخرى. درست الوضع الراهن للنسوية وحللت النقاشات بين وجهتي نظر المساواة والاختلاف المتعلقة بإجازة الأمومة والسياسات العامة الأخرى. توسعت في هذا البحث بشكل أكبر في كتابها أمهات في العمل: سياسة الأمومة في أماكن العمل في الولايات المتحدة (1993) إضافة إلى العديد من المقالات بعضها مدرج في كتاب قضية المرأة: مقالات عن النسوية المادية (1995).